# Gustavo Manduca
Gustavo Manduca (Urussanga, 8 giugno 1980) è un allenatore di calcio ed ex calciatore brasiliano, di ruolo attaccante.

## Carriera

### Club
Dopo diversi anni trascorsi nelle giovanili di alcuni club, viene acquistato nel 2004 dal Marítimo dove trascorre due stagioni, e nel 2006 viene acquistato dal Benfica. Nel 2006 viene acquistato dall'AEK Atene in prestito dove colleziona 51 presenze e 6 reti. Nel 2010 viene acquistato dall'APOEL Nicosia e durante il match di Champions League disputatosi il 13 settembre 2011 contro lo Zenit San Pietroburgo, segna la rete del pareggio momentaneo contro la squadra russa.

## Palmarès

### Club

#### Competizioni nazionali
- Campionato cipriota: 4

APOEL Nicosia: 2010-2011, 2012-2013, 2013-2014, 2014-2015
- Coppa di Cipro:

APOEL: 2013-2014, 2014-2015
- Supercoppa di Cipro: 2

APOEL Nicosia: 2011, 2013